# 迫光
迫 光（さこ ひかる、1964年 -）は日本の翻訳家、小説家。東京都出身。東京大学卒業。
トバイアス・ウルフ(en)やジョン・ホークス(en)などのアメリカ文学の翻訳がある。また、帝国劇場で上演された「エリザベート」（2000年）、「マリー・アントワネット」（2006年）の脚本の翻訳も手掛けている。
2001年、東京創元社主催の第11回鮎川哲也賞で長編ゴシックミステリー『シルヴィウス・サークル』が最終候補作に残り、翌年同社より刊行された。

## 主な著書

### 翻訳
- 兵舎泥棒 現代アメリカ文学叢書 （トバイアス・ウルフ著、彩流社、1990年11月）ISBN 978-4882021834
- ブラッド・オレンジ ジョン・ホークス作品集3 （ジョン・ホークス著、彩流社、2001年10月）ISBN 978-4882025900

など

### 創作
- シルヴィウス・サークル （創元クライム・クラブ、東京創元社、2002年4月）ISBN 978-4-488-01288-5 - 解説：皆川博子
  - 第11回鮎川哲也賞最終候補作品。選考委員の笠井潔と島田荘司はこの作品を「小説的な出来としては四作中で最高である」、「非常に巧みな文章をもって読ませる文学よりの探偵小説」[2]とそれぞれ評したが、推理小説としての本格度が低いとして受賞には至らなかった（この年の受賞者は門前典之）。
  - 「神野伶弐シリーズ第一弾」と銘打たれているが、続巻は未刊。